# Jüdischer Friedhof (Förste)

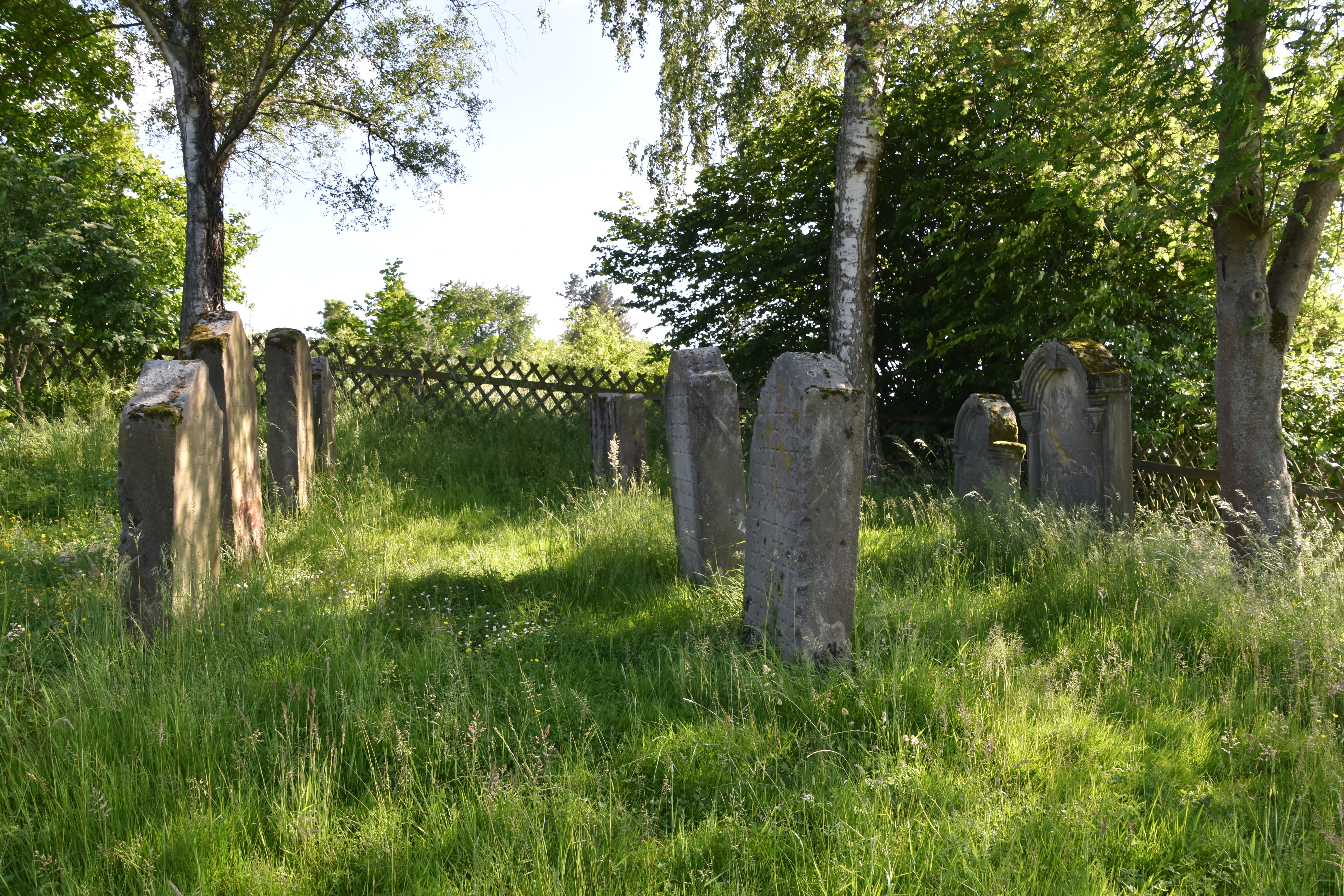
Der jüdische Friedhof in Förste (2021)

Der Jüdische Friedhof Förste befindet sich im Ortsteil Förste der Stadt Osterode am Harz im Landkreis Göttingen in Niedersachsen. Als jüdischer Friedhof ist er ein Baudenkmal. Auf dem 536 m² großen Friedhof am östlichen Ortsrand östlich unweit der Straße  „Vor dem Berge“  sind 18 Grabsteine erhalten.

## Geschichte
Der Friedhof wurde ab 1853 belegt. Während der Zeit des Nationalsozialismus wurde das Gelände verwüstet. Nach dem Zweiten Weltkrieg befand sich der Friedhof ab 1953 im Eigentum des JTC, 1960 ging er auf den Landesverband der Jüdischen Gemeinden von Niedersachsen über, im Jahr 1961 wurde er instand gesetzt.